# 武士道はつらい
『武士道はつらい』（Touché，Pussy Cat!、1954年12月18日、劇場公開時『剣豪ジェリー』）は「トムとジェリー」の作品のひとつ。1954年アカデミー賞ノミネート作品。シネマスコープ作品だが、未対応劇場用に標準サイズの映像も製作された。日本においては2025年1月1日以降パブリックドメインである。

## スタッフ
- 監督 - ウィリアム・ハンナ、ジョセフ・バーベラ
- 製作 - フレッド・クインビー
- 作画 - ケネス・ミューズ、エド・バージ、アーヴン・スペンス
- 背景 - ロバート・ジェントル
- 音楽 - スコット・ブラッドリー

## 作品内容
タフィーは、父フランソワの友人であり、パリの国王警備隊・Mouseketeerの隊長であるジェリーの元を訪ね弟子入りを懇願する。目的は騎士修行であった。
早速、タフィーの剣の腕を試すことにしたジェリー。だが、彼はまったく剣の腕がなっていなく、おまけに家具を破壊し誤ってジェリーの尻を突いてしまう始末。
闇雲に剣を振るうだけでは強い騎士とは呼べない。騎士道精神から叩き込もうとジェリーはタフィーを率いて外へ繰り出すが、そこへ運悪くトムに出会ってしまう。ジェリーは隠れてやり過ごそうとするが、タフィー無謀にもトムへ勝負を挑んだ上、あっさり返り討ちにされてしまった。
軽はずみな行動を繰り返すタフィーには騎士の素質なしと見限り、故郷に帰すことにしたジェリー。フランソワ宛の手紙を持たされ寂しげに踵を返すタフィーだったが、振り返るとトムとジェリーが決闘していた。圧倒的な体格差によりどうやらジェリーは苦戦している様子。すぐさまタフィーはジェリーを助けようと背後からトムに一矢報いる。トムvsジェリー・タフィーによる決闘がしばし続いた後、タフィーはワインの樽を叩き割り「洪水」を起こし、トムをドブに流し込んでしまう。
強敵を見事退けるという大活躍を果たしたタフィーをジェリーは警備隊の仲間に迎え入れる。しかし、自身の銃士姿に見惚れるがあまり調子づいたタフィーは、またしてもジェリーの尻に剣を突いてしまい、ジェリーにお仕置きされてしまう。尻を打たれながら呆れ顔で「C'est la guerre.(これも戦争だね)」とぼやくタフィーだった。

## 登場キャラクター
トム
ジェリーとの剣対決で当初は優位に立つも、タフィーに二度も尻尾を切られるという不意打ちを喰らってしまう。最後はタフィーが樽のワインを大量にこぼしたためその洪水に巻き込まれ、ワインもろともドブへと流された。
ジェリー
パリ国王警備隊の隊長として登場。タフィーを警備隊の訓練生として受け入れるが、剣術も騎士道精神も未熟であったため「騎士不適格」の烙印を押し故郷へ帰らせようとした。その後トムとの対決で劣勢に立たされていたところをタフィーに救われる。この手柄を評価して再度タフィーを警備隊の一員として雇うが、そのタフィーに剣で自身の尻を突かれたためお仕置きをした。
タフィー
ジェリーの下へ弟子入りし騎士修行に挑むが、ジェリーから騎士の素質がないと見なされる。入隊を諦め田舎へ帰ろうとするが、トムとの決闘で苦戦していたジェリーへ加勢しジェリーを救い、トムを退けた。この手柄が評価されてジェリーに再度雇われるが、調子に乗るがあまりジェリーを怒らせてしまいお仕置きを受ける羽目になった。
ネズミの貴婦人たち
外出中のジェリー、タフィーとすれ違った高貴な雌ネズミ。ジェリーは1人目の貴婦人へ紳士的に道を譲るが、これを真似たタフィーは2人目の貴婦人へ水たまりの上を渡らせる際にジェリーを踏み台にさせた。

## 備考
原題にもなっているタフィーの言い回し「Touché，Pussy Cat」の直訳は「一本あり、猫ちゃん」。日本語では「どうだ、参ったか!」と吹き替えられている。
ジェリー率いる「Mouseketeer」という組織は『武士道修行も楽じゃない』『パーティ荒し』『王様を起こさないで』といった作品でも登場する。